# Vasikkasaari (ö i Finland, Södra Österbotten, Järviseutu, lat 62,77, long 24,02)
Vasikkasaari är en ö i Finland. Den ligger i sjön Ähtärinjärvi och i kommunen Alajärvi i den ekonomiska regionen  Järviseutu ekonomiska region  och landskapet Södra Österbotten, i den centrala delen av landet, 290 km norr om huvudstaden Helsingfors. Öns area är 3 hektar och dess största längd är 450 meter i nord-sydlig riktning.